# Jean Bruneval
Jean Bruneval va ser un jugador de rugbi a 15 francès que va competir a començaments del segle xx.
El 1920 va ser seleccionat per jugar amb la selecció francesa de rugbi a 15 que va prendre part en els Jocs Olímpics d'Anvers, on guanyà la medalla de plata.
A nivell de clubs jugà al CASG Paris.